# Рододендрон сихотинский
Рододендрон сихотинский (лат. Rhododendron sichotense) — растение из рода рододендронов. Произрастает в Приморском крае на восточном склоне хребта Сихотэ-Алинь.

## Распространение
Имеет самостоятельный ареал, расположенный целиком на территории России, и зону переходных к Rh. mucronulatum Turcz. форм, которая имеет в основном высотный характер и на карточках ареалов просматривается нечётко.

## Охранный статус
Входил в Красную книгу СССР (1978) как редкий эндемичный вид, встречающийся, видимо, только в СССР. В Красную книгу СССР (1984) – как редкий вид, эндемик Дальнего Востока с восточных склонов Сихотэ-Алиня и прилегающих участков морского побережья.

## В культуре

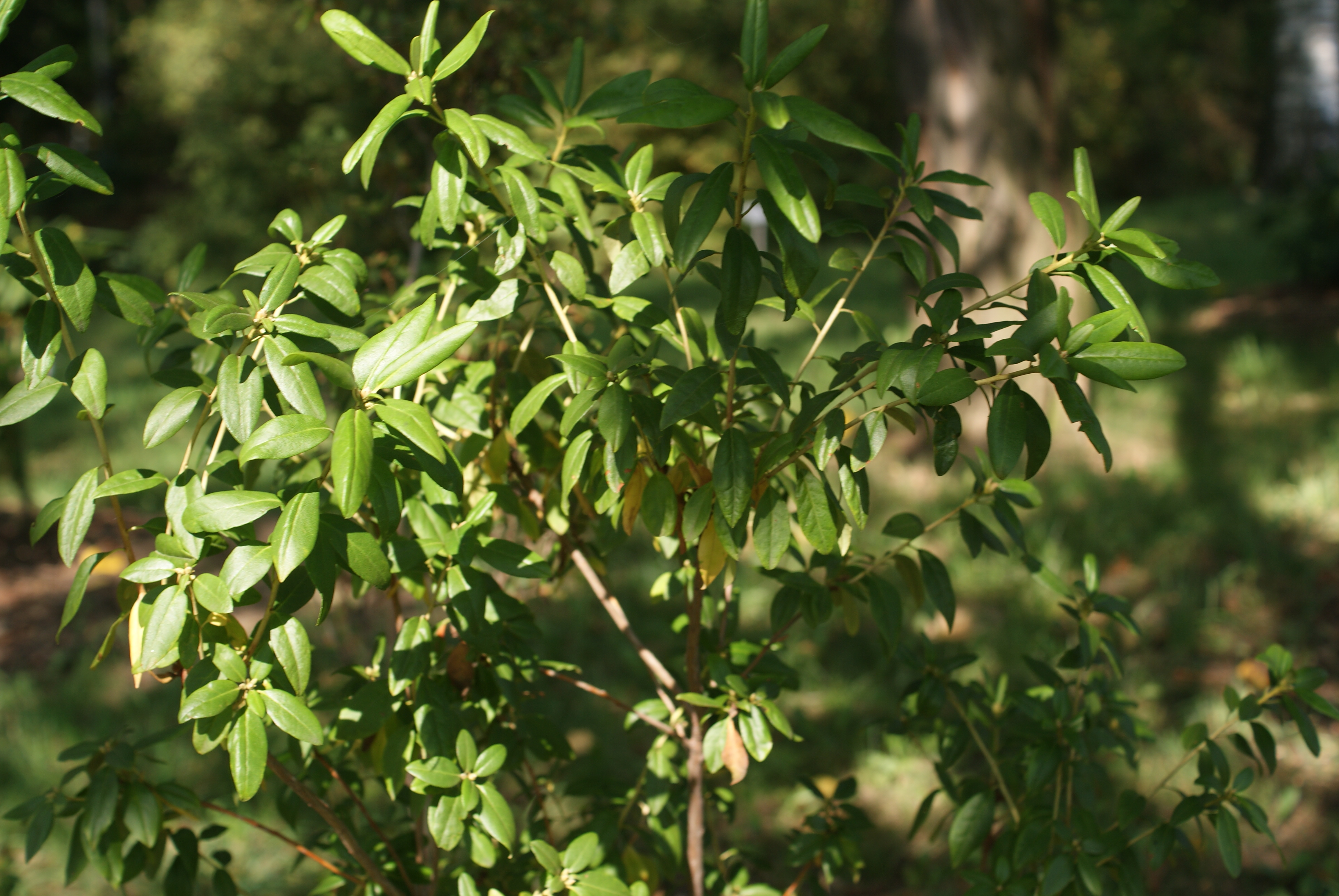
Рододендрон сихотинский в Минском ботаническом саду

От своих ближайших родственников, рододендрона даурского (Rh. dauricum) и рододендрона остроконечного (Rh. mucronulatum) отличается более крупными, иногда более 5 см в ширину, цветками и более широкими, зелёными с нижней стороны неопадающими листьями. В природе существуют промежуточные формы между этими родственными видами, так что неудивительно, что сам статус отдельного вида ставится под сомнение. Крупные цветки, пышная листва и происхождение, обещающее хорошую зимостойкость, делают рододендрон сихотинский перспективным декоративным садовым растением для районов с суровым климатом. 
В Санкт-Петербурге в парке ЛТА плодоношение неустойчивое, образует всхожие семена. Высота кустов в возрасте 25 лет — до 3 метров. Морозами повреждаются незначительно. В условиях Нижегородской области семена вызревают.